# Chance (série télévisée)
Chance est une série télévisée américaine créée par Kem Nunn et Alexandra Cunningham, et diffusée entre le 19 octobre 2016 et le 29 novembre 2017 sur le site web américain de vidéo à la demande Hulu.
Dans ce qui est probablement son rôle le plus sombre à ce jour, Hugh Laurie interprète à nouveau le rôle d'un médecin, mais il s'agit d'un médecin très différent de Dr House. Selon Hugh Laurie (dont le propre père était médecin), il n'y a pas de similarités entre les deux médecins Eldon Chance et Gregory House : « Le monde de l'un est infiniment éloigné du monde de l'autre ».
En France, la série est diffusée depuis le 28 mai 2017 sur la chaîne 13e rue.

## Synopsis
Eldon Chance est un neuropsychiatre de San Francisco qui est confronté à un mariage qui s'écroule et à une jeune fille en pleine crise,,, déstabilisée par le divorce de ses parents et vulnérable aux influences extérieures.
Chance est un expert en neuropsychiatrie qui est appelé à évaluer des patients au cas très complexe et souvent horrible : il n'exerce pas le rôle de thérapeute mais décide du traitement à leur faire suivre, traitement médicamenteux ou thérapie avec un spécialiste.
Ce travail est un fardeau pour lui car il veut aider mais ne peut en fait rien faire pour ses patients car il est généralement trop tard quand ceux-ci arrivent chez lui,.
Mais un jour le docteur Chance entrevoit enfin la possibilité d'aider une patiente, une belle jeune femme blonde (Jaclyn Blackstone) qui semble souffrir d'un trouble de l'identité.
S'impliquant personnellement dans le cas de Jaclyn, il doit affronter l'époux de cette dernière, Raymond Blackstone, un policier pervers et sans pitié qui mène une double vie, menant, d'un côté, des enquêtes de meurtres et gérant, de l'autre, des établissements de prostitution avec l'aide de truands roumains,. Le Dr Chance est rapidement dépassé par les événements et se retrouve entraîné dans le milieu du crime de sa ville et dans un monde extrêmement dangereux de policiers corrompus,,, mettant ainsi en danger sa sécurité et celle de sa famille.
Il peut heureusement compter sur l'aide de 'D', un ancien militaire ayant servi en Afghanistan dont il fait la connaissance chez un antiquaire auprès duquel Chance essaye de revendre un meuble Art déco pour se renflouer. Spécialiste du combat et des armes, 'D' devient peu à peu son confident et son mentor.

## Historique
Ce thriller psychologique, co-produit par Alexandra Cunningham (co-productrice de Desperate Housewives et Aquarius,) est tiré du roman homonyme de Kem Nunn. Kem Nunn a quelque expérience en télévision, ayant écrit certains épisodes des séries Deadwood, Sons of Anarchy et John from Cincinnati,.
La série représente une évolution majeure pour Hulu, le concurrent américain de Netflix, qui cherche à s'affirmer comme un acteur dans le domaine des séries télévisées originales. Le service de vidéo à la demande a emporté la mise en s'imposant dans une situation très compétitive, en surenchérissant face aux acteurs traditionnels du secteur, de la même manière que Netflix quelques années auparavant avec une commande portant sur deux saisons pour la série House of Cards.
La première saison compte dix épisodes d'une heure et la plateforme de streaming a commandé une deuxième saison de dix épisodes.
Hugh Laurie, qui était depuis le début le premier choix pour le rôle principal, a signé 18 mois après avoir été approché.

## Distribution

### Acteurs principaux
- Hugh Laurie (VF : Féodor Atkine) : Eldon Chance
- Gretchen Mol (VF : Stéphanie Lafforgue) : Jaclyn Blackstone, patiente du docteur Chance[10] (saison 1)
- Paul Adelstein (VF : Boris Rehlinger) : le policier Raymond Blackstone[11] (saison 1)
- Ethan Suplee (VF : Jérôme Wiggins): Darius 'D' Pringle, un ancien militaire ayant servi en Afghanistan[17]
- Stefania LaVie Owen (VF : Clara Soares): Nicole Chance, fille d'Eldon Chance[7]
- Lisa Gay Hamilton (VF : Patricia Piazza) : Suzanne Simms, psychologue à Berkeley et amie proche de Chance[7] (saison 1)
- Greta Lee (VF : Nadine Girard) : Lucy, assistante d'Eldon Chance[18]
- Clarke Peters (VF : Jean-Bernard Guillard) : Carl Allan, antiquaire[19] (saison 2, récurrent 1)
- Brian Goodman (en) (VF : Hervé Bellon) : détective Kevin Hynes (saison 2, récurrent 1)
- Paul Schneider (VF : Stéphane Ronchewski) : Ryan Winter (saison 2)

### Acteurs secondaires
- Diane Farr (VF : Rafaèle Moutier) : Christina Chance, ex-femme d'Eldon Chance[20]
- Sal Lopez (VF : Didier Cherbuy) : Jean-Baptiste
- Michael McGrady (en) (VF : José Luccioni) : Sanford Pringle
- Laurie Burke (VF : Laurence Bréheret) : Alice Kaye
- Jaden Alexander : Mari
- Madelon Curtis : Ruth Morrison
- Elizabeth Rodriguez (VF : Ethel Houbiers) : Kristen Clayton (saison 2)
- Alyson Reed : Lindsay (saison 2)
- Ginger Gonzaga (VF : Françoise Escobar) : Lorena (saison 2)
- Tim Griffin : Procureur Frank Lambert (saison 2)
- Sonja Kinski : Clara Santiago (saison 2)

#### Version française
- Société de doublage : VF Prods
- Directeur artistique : Yann Le Madic
- Adaptation des dialogues : Garance Merley, Fanny Gusciglio, Elise Bernard, Laurence Duseyau et Erika Lalane

Source VF : Doublage Série Database

## Fiche technique
Sauf mention contraire, les informations ci-dessous sont issues des pages Chance, Chance - Full Cast & Crew et Chance - Filming Locations sur l'Internet Movie Database,.
- Création : Kem Nunn et Alexandra Cunningham
- Réalisation : Michael Lehmann (3 épisodes, 2016), Lenny Abrahamson (2 épisodes, 2016), Daniel Attias (2 épisodes, 2016), Roxann Dawson (2 épisodes, 2016)
- Scénario : Kem Nunn
- Production :
  - Producteurs : Jane Bartelme, Michael London, Kem Nunn, Jonathan Talbert, Alexandra Cunningham, Hugh Laurie
  - Sociétés de production : Fox 21, Groundswell Productions
- Photographie : Terry Stacey, Michael Bonvillain
- Casting : John Brace, Linda Lowy
- Montage : Chris Figler, Nathan Nugent
- Effets visuels : Jeffrey Edward Baksinski
- Costumes : Amy Stofsky
- Pays d'origine :  États-Unis
- Années de diffusion : 2016 –
- Durée des épisodes : 60 minutes
- Lieux de tournage : San Francisco, Redwood City, San Mateo.

## Épisodes

### Première saison (2016)

#### Obsession (The Summer of Love)
- Diffusé le 19 octobre 2016 sur Hulu et le 28 mai 2017 sur 13e rue.

#### L'axiome du choix (The Axiom of Choice)
- Diffusé le 19 octobre 2016 sur Hulu et le 28 mai 2017 sur 13e rue.

#### La meilleure défense, c'est l'attaque (Hiring It Done)
- Diffusé le 26 octobre 2016 sur Hulu et le 4 juin 2017 sur 13e rue.

#### Le docteur fou (The Mad Doctor)
- Diffusé le 2 novembre 2016 sur Hulu et le 4 juin 2017 sur 13e rue.

#### Coup pour coup (A Still Point in the Turning World)
- Diffusé le 9 novembre 2016 sur Hulu et le 11 juin 2017 sur 13e rue.

#### L'étincelle (The Unflinching Spark)
- Diffusé le 16 novembre 2016 sur Hulu et le 11 juin 2017 sur 13e rue.

#### Libérez-vos pouvoirs cachés (Unlocking Your Hidden Powers)
- Diffusé le 23 novembre 2016 sur Hulu et le 18 juin 2017 sur 13e rue.

#### La communauté spatio-temporelle (The House of Space and Time)
- Diffusé le 30 novembre 2016 sur Hulu et le 18 juin 2017 sur 13e rue.

#### Camera obscura
- Diffusé le 7 décembre 2016 sur Hulu et le 25 juin 2017 sur 13e rue.

#### Fin de partie (Fluid Management)
- Diffusé le 14 décembre 2016 sur Hulu et le 25 juin 2017 sur 13e rue.

### Deuxième saison (2017)
Eldon Chance est forcé d’aider le détective Hynes à traquer un tueur en série, ce qui le poussera à entrer dans un jeu dangereux pour prouver la culpabilité du suspect. Son comportement risquera alors de compromettre sa relation avec D qui commence à douter de l’approche binaire qu’il a adoptée dans son combat contre le crime. Chance sera alors encouragé à remettre en question son travail et à se demander si utiliser la violence est vraiment la réponse à ses problèmes.

#### Le Système multiaxial (Multiaxial System)
- Diffusé le 11 octobre 2017 sur Hulu et le 19 novembre 2017 sur 13e rue

#### Un Docteur très spécial (A Very Special Onion)
- Diffusé le 11 octobre 2017 sur Hulu et le 19 novembre 2017 sur 13e rue

#### Hypermétabolisme (The Flitcraft Parable)
- Diffusé le 11 octobre 2017 sur Hulu et le 26 novembre 2017 sur 13e rue

#### Le Mécanisme de survie (The Coping Mechanism)
- Diffusé le 18 octobre 2017 sur Hulu et le 26 novembre 2017 sur 13e rue

#### Les Œuvres complètes de William Shakespeare (The Collected Works of William Shakespeare)
- Diffusé le 25 octobre 2017 sur Hulu et le 3 décembre 2017 sur 13e rue

#### Un Trésor dans un vase d'argile (Treasures in Jars of Clay)
- Diffusé le 1er novembre 2017 sur Hulu et le 3 décembre 2017 sur 13e rue

#### Tentative de la dernière chance (Define Normal)
- Diffusé le 8 novembre 2017 sur Hulu et le 10 décembre 2017 sur 13e rue

#### L'Enfant, la brute ou l'animal (An Infant, A Brute or a Wild Beast)
- Diffusé le 15 novembre 2017 sur Hulu et le 10 décembre 2017 sur 13e rue

#### Psychose partagée (A Madness of Two)
- Diffusé le 22 novembre 2017 sur Hulu et le 17 décembre 2017 sur 13e rue

#### Un Nouveau départ (Especially If You Run Away)
- Diffusé le 29 novembre 2017 sur Hulu et le 17 décembre 2017 sur 13e rue

## Accueil critique
Pour Mike Hale du New York Times, la série Chance est un hommage au film Vertigo (Sueurs froides) d'Alfred Hitchcock, avec Gretchen Mol dans le rôle de femme fatale (en français dans le texte) de Kim Novak. Mais pour lui, l'ambiance n'est pas la même : elle est « maussade plutôt que menaçante et mystérieuse, et les développements de l'intrigue se déroulent plus lentement que le brouillard de San Francisco ».
Pour Tim Goodman du Hollywood Reporter, la série a des faiblesses (principalement du côté du scénario) mais elle totalise plus de points positifs que de points négatifs et arrive à se frayer un chemin vers le succès. Pour lui, la série le doit principalement à Hugh Laurie : « Laurie est grand quand le scénario est grand. Laurie est grand quand le scénario vacille » et il est « un exemple parfait d'acteur qui sauve le scénario alors c'est souvent le contraire ». La série ne doit cependant pas son salut uniquement à Laurie mais également à un très bon casting (Ethan Suplee, Gretchen Mol, Paul Adelstein, Lisa Gay Hamilton) et, en particulier, à Ethan Suplee qui constitue une vraie révélation dans le rôle de 'D'. À chaque fois que le scénario faiblit, la série rebondit grâce au brio du jeu d'acteur de Laurie ou de Suplee.